# ノー・ノー・ナネット
『ノー・ノー・ナネット』（またはノウ・ノウ・ナネットなどとも、英語: No, No, Nanette）は、1925年のアメリカ合衆国のミュージカル・コメディ作品。作詞家アーヴィング・シーザー、オットー・ハーバックとポピュラー音楽の作曲家ヴィンセント・ユーマンスが合作した。1919年のフランク・マンデルによるブロードウェイの演劇作品『My Lady Friends』を基に、オットー・ハーバックとマンデルが脚本を執筆した。
マンハッタンに住む若く明るい相続人が婚約者を置いて週末に羽目を外そうとアトランティックシティのコテージに行き、そこで3組のカップルがトラブルに巻き込まれる。使用楽曲「二人でお茶を」、「I Want to Be Happy」がヒットした。
1924年、ブロードウェイ公演前のツアー公演がシカゴで開催されて成功し、1年以上上演が続けられた。翌年ブロードウェイで321回、ウェスト・エンドで665回上演されたのち、数度にわたって映画化および再演された。バート・シェヴラヴの脚本による1971年のブロードウェイ再演版が人気となり、当時学校演劇や地方劇団で度々上演された。
野球のボストン・レッドソックスのスーパースターであったベーブ・ルースがニューヨーク・ヤンキースに売却した資金で本作が制作され、バンビーノの呪いとなったというよく知られるジンクスがある。これは誤りで、原作の『My Lady Friends』がその作品である。

## 経緯

### オリジナル・プロダクションおよび派生作品
1924年、ブロードウェイ公演前のツアー公演では成功しなかった。シカゴでの上演の際、プロデューサーのハリー・フレイジーは出演者の見直しをはかり、脚本を改訂し、作曲家のユーマンスと作詞家のシーザーに曲の追加を依頼した。追加の楽曲である「二人でお茶を」、「I Want to Be Happy」はヒット曲となった。シカゴ公演は成功し、1年間上演が続いた。フレイジーはこの公演に多額の出資をしたが、ブロードウェイ進出はそれほど重要視していなかった。1925年3月11日、ウェスト・エンドにあるパレス・シアターにおいて、ビニー・ヘイル、ジョセフ・コイン、ジョージ・グロスミス・ジュニアが主演してロンドン公演が開幕し、665回上演された。ロンドン公演ではアメリカ公演では使用されなかった「I've Confessed to the Breeze」、「Take a Little One-Step」が使用された。1925年9月16日、グローブ・シアターにてルイーズ・グルーディ、チャールズ・ウィニンガーが主演してブロードウェイが開幕し、321回上演された。ブロードウェイ公演開幕時、3つのプロダクションが全米ツアー公演が巡業していた。
その後10年で様々な言語に翻訳され、地方の劇団、全米ツアー公演、海外公演などでも成功をおさめた。1930年、『浮気成金』、1940年、『ノー・ノー・ナネット』と映画化され、その両方にザス・ピッツが出演した。1950年の映画『二人でお茶を』は本作を大まかに基にした作品であった。ドリス・デイ、ゴードン・マクレイ、イヴ・アーデン、ビリー・デウルフが主演した。なおアーデンは1940年版映画にも出演していた。その後数十年、本作の上演は徐々に減っていった。

### 1971年の再演とその後の作品
1971年のブロードウェイ再演がハリー・リグビーによりプロデュースされ、バート・シェヴラヴは1925年のオリジナル版から大幅に改訂した脚本を執筆した。1925年当時、オリジナル版は卑猥とされており、シェヴラヴはノスタルジックな視点で1920年代の無邪気さを描いた。シェヴラヴは大幅な改訂を加えたが、楽曲は少々のカットや改変はあったもののほぼ完全な形で残された。ベテラン映画スターのルビー・キーラー、およびヘレン・ギャラガー、ボビー・ヴァン、ジャック・ギルフォード、パッツィ・ケリー、スーザン・ワトソンが出演した。若かりしエド・ディクソンがアンサンブルで出演していた。バスビー・バークレーはキャリアのほぼ終盤で監督として名を連ねていたが、のちに出演者やスタッフが語ったところよると名を冠しただけであった。多くの大がかりなダンス・シーケンスのため、引退していたキーラーがこの公演のために復帰し、「I Want to Be Happy」、「Take a Little One-Step」のエネルギッシュなタップダンスで称賛された。リグビーは同僚のプロデューサーのサイマ・ルビンと不仲であり、ルビンはリグビーとの契約を解消し、共同プロデューサーとしての名を削除したが、関係者らはリグビーが公演の成功に貢献したと主張した。のちにリグビーはルビンから$300,000の和解金を受け入れた。
1971年版は好評で、861回上演された。1920年代から1930年代の類似したミュージカルの再演への関心に繋がった。衣装デザインのラウル・ペネ・デュボア、振付のドナルド・サドラー、主演女優のヘレン・ギャラガーがトニー賞およびドラマ・デスク・アワードを受賞した。パッツィ・ケリーがトニー賞助演女優賞を受賞し、シェヴラヴはドラマ・デスク・アワード脚本賞を受賞した。1973年、ロンドン公演が開幕し、アンナ・ニーグル、アン・ロジャース、トニー・ブリットン、テディ・グリーンが主演した。その後、ツアー公演や海外プロダクションの上演も行なわれた。1971年版の上演権は取得可能で、1920年代に初演されたミュージカル作品で最も頻繁に上演される作品となった。
2008年5月、ニューヨーク・シティ・センターで開催された『Encores!』で新たなプロダクションが上演された。ウォルター・ボビーが演出、ランディ・スキナーが振付を担当し、サンディ・ダンカン、ベス・リーヴェル、ロージー・オドネルが主演した。

### バンビーノの呪い
初演から数年後、ボストン・レッドソックスの元オーナーで本作プロデューサーのハリー・フレイジーが野球界のスーパースターであったベーブ・ルースをニューヨーク・ヤンキースへ売却した資金で本作を制作したという噂が広がった。1918年から2004年までレッドソックスはワールドシリーズで優勝することができず、バンビーノの呪いというジンクスが広がった。ルースの売却は本作上演の5年前であり、1990年代、バンビーノの呪いは一部誤りであると認められた。2006年、リー・モンヴィルは著書『The Big Bam: The Life and Times of Babe Ruth』のための調査において、本作は1919年12月にブロードウェイで開幕したストレートプレイの『My Lady Friends』を原作としているとされた。実際、ルースを売却した資金は『My Lady Friends』に使用された。

## あらすじ
1971年の改訂版に基づく
第1幕
大富豪の聖書出版者ジミー・スミスは過度な倹約家のスーと結婚している。ジミーは大金を自由に使え、人々が喜ぶために浪費することを好み、ボストンのベティ、DCのウィニー、サンフランシスコのフローラという3人の美女にプラトニックに支援している。スーの親友ルシルはジミーの友人で弁護士のビリー・アーリーと結婚している。ルシルは浪費家でビリーの稼ぎを存分に使うことを喜びとしている。ジミーとスーはナネットの後見人としてナネットが立派なレディになってほしいと願う。ニューヨークにあるジミーとスーの自宅には多くの若い男性たちがナネットに会いにやってくる。ルシルは若者たちに、多くの遊び相手よりも1人の恋人を持つことが大事と語る(Too Many Rings Around Rosie)。ビリーの甥で助手のトム・トレイナーはナネットに愛を告げ、ナネットはトムの気持ちに応える(I've Confessed to the Breeze)。トムはすぐにでも結婚して落ち着きたいが、ナネットはまだ独身生活を楽しみたい。
ジミーの女友達たちはジミーをゆすろうとし、ジミーは女性たちの存在をスーに知られることを恐れ、女性たちが自分の目の前からいなくなるようにビリーに法的支援を乞う。ビリーはジミーにフィラデルフィア州に避難することを提案する。ジミーに内緒で、ビリーはアトランティックシティにあるジミーの別荘チカディ・コテージにトムを連れて3人の女性と会おうとする(Call of the Sea)。スーとルシルは夫たちが仕事でいないことをいいことに、コテージで休暇を過ごすことにする。
ナネットは友人たちとアトランティックシティに行きたいが、スーに止められる。ジミーはナネットを喜ばせるため$200を与え、内緒でコテージに行くことに同意し、気難しい料理人のポーリンにナネットのお目付け役を頼む(I Want to Be Happy)。ナネットは周囲の人々、特にトムが自分の行動をコントロールしようとすることに疲れており、非日常的な楽しみを夢見る(No No Nanette)。トムをからかうため、$200を見せつつ入手の経緯を教えない。トムは怒って別れを告げ、ナネットはニュージャージー州トレントンにいる祖母に会いに行くと嘘をついてアトランティックシティに向かう(Finaletto Act I)。
第2幕
ナネットはアトランティックシティに到着し、すぐにビーチで何人もの男性たちから声をかけられる(Peach on the Beach)。その頃ジミーは3人の女友達から古い約束をつきつけられる(The Three Happies)。トムとナネットは会って仲直りし、幸せな結婚生活を思い描く(Tea for Two)。ルシルとビリーは偶然会い、いるはずのないビリーがアトランティックシティにいるためルシルは驚き、自分がいる前であれば他の女性といても構わないと語り、夜遅くに共にコテージに帰る(You Can Dance with Any Girl At All)。
スーはアトランティックシティでナネットを見つけて驚く。ナネットはトレントンの祖母に会いに行くだけと嘘をついたが、スーはナネットの存命の祖母はネブラスカ州オマハにいるのみと知っており嘘を見抜く。ナネットはアトランティックシティに滞在すると認める。嫌がるナネットをよそに、スーはナネットをポーリンと共にニューヨークに帰そうとする。スーはビリーが女性たちに話すのを耳にし、浮気していると思い込み、ルシルに話す。ジミーの秘密を守るビリーは否定できず、ルシルは離婚すると語る。一方トムはナネットの行動にショックを受け、別れを決める。ジミーは自分が問題の元凶であるということを忘れている(Finaletto Act II)。
第3幕
ビリーはルシルに電話するが、ルシルは出ない。フローラ、ウィニー、ベティはビリーを誘惑する(Telephone Girlie)。ルシルは1人になり、ビリーがいないと寂しいことに気付き、何をしても楽しめない(Where-Has-My-Hubby-Gone Blues)。ルシルは自分がビリーの稼ぎを全て使っているため、ビリーが3人もの女性たちを支援する余裕がないことに気付き、徐々に真実が明らかになる。ジミーは女性たちに金銭を支払い出て行ってもらう。ビリーはこれまでルシルを騙したことはなく、ジミーは女性たちを本当にプラトニックに支援していただけだと明かされる。
ナネットとポーリンはニューヨーク行きの汽車に乗れずにコテージに戻り、トムとナネットは仲直りする。しかしトムは落ち着きたい、ナネットはシングルを謳歌したいという価値観の違いが残されている。トムは豪華な婚約指輪を作っており、ナネットは心変わりして今すぐに結婚しようと主張する(Waiting for You)。スーとルシルはジミーが二度と他の女性と関わらないように、スーがジミーの資産を全て使おうとする。ティー・ダンスが開催され、洒落た装いをしたジミーをスーは惚れ直す(Take a Little One-Step; Finale)。

## 楽曲

### 1925年、オリジナル・ブロードウェイ・プロダクション
| - Flappers Are We – ポーリン、コーラス - Call of the Sea – ビリー、コーラス - Too Many Rings Around Rosie – ルシル、コーラス - Waiting for You – ナネット、トム - I Want to Be Happy – ナネット、ジミー、コーラス - No, No, Nanette – ナネット、男性たち | - The Deep Blue Sea (Peach on the Beach) – ナネット、コーラス - My Doctor – ポーリン - Fight Over Me – ジミー、ベティ、ウィニー、女性たち - 二人でお茶を Tea for Two – ナネット、トム、コーラス - You Can Dance with Any Girl – ルシル、ビリー、コーラス - I Want to Be Happy (リプライズ) – ジミー、ビリー、フローラ、ベティ、ウィニー | - Telephone Girlie – ビリー、ベティ、ウィニー、フローラ、コーラス - Where-Has-My-Hubby-Gone Blues – ルシル、男性たち - Pay Day Pauline – ポーリン、ジミー、ビリー |

### 1971年、改訂版
| - Only a Moment Ago - スー、ジミー - Too Many Rings Around Rosie – ルシル、ボーイズ - I've Confessed to the Breeze – トム、ナネット - Call of the Sea – ビリー - I Want to Be Happy (and dance) – ジミー、ナネット、ボーイズ - No, No, Nanette/Finaletto Act I – ナネット、トム、コーラス | - Peach on the Beach (and dance) – コーラス、ナネット - The Three Happies – フローラ、ベティ、ウィニー - 二人でお茶を Tea for Two (and dance) – トム、ナネット、コーラス - You Can Dance with Any Girl (and dance) – ルシル、ビリー - Finaletto Act II – カンパニー | - Telephone Girlie – ビリー、フローラ、ベティ、ウィニー - Where-Has-My-Hubby-Gone Blues – ルシル、ボーイズ - Waiting for You – トム、ナネット - Take a Little One-Step – スー、カンパニー - Finale – カンパニー |

## 受賞歴

### 1971年、トニー賞
- トニー賞 ミュージカル主演男優賞 – ボビー・ヴァン (ノミネート)
- トニー賞 ミュージカル主演女優賞 – ヘレン・ギャラガー (受賞)
- トニー賞 ミュージカル助演女優賞 – パッツィ・ケリー (受賞)
- トニー賞 衣装デザイン賞 – Raoul Pène Du Boisによるプロダクション・デザイン (受賞)
- トニー賞 振付賞 – ドナルド・サドラー (受賞)
- トニー賞 ミュージカル演出賞 – バート・シェヴラヴ(ノミネート)

### シアターワールド賞
- シアターワールド賞 – ロジャー・ラスバーン (受賞)

### 1971年、ドラマ・デスク・アワード
- ドラマ・デスク・アワード脚本賞 – バート・シェヴラヴによる改訂脚本 (受賞)
- ドラマ・デスク・アワード振付賞 – ドナルド・サドラー (受賞)
- ドラマ・デスク・アワード衣装デザイン賞 – Raoul Pène Du Boisによるプロダクション・デザイン (受賞)
- ドラマ・デスク・アワード演技賞 – ヘレン・ギャラガー (受賞)

## 特記事項
1. ↑  This number was cut in the out of town tryouts but included on the cast album.